# ノボルトウコウ
ノボルトウコウ（Noboru Toko、1969年4月14日 - 1984年11月26日）は、日本の競走馬、種牡馬。「花の47年組」の一頭であり、通算69戦出走はイナボレスの76戦に次ぐ記録である。

## 経歴
半弟には中央競馬で史上初めて芦毛馬によるクラシック制覇を成し遂げたプレストウコウ、5代母には1932年の第1回東京優駿大競走で3着に入ったアサハギがいる。
1969年4月14日に福島県の今泉牧場で誕生しているが、2日後の4月16日には同期のツキサムホマレが産まれている。

### 戦績
1971年7月の新潟でデビューし、新馬戦は2着に10馬身差の圧勝。その後も順調に成績を残し、1着1回・2着4回と安定したレースぶりを見せる。掲示板を外したのは白菊Sと朝日杯3歳Sの6着のみ。1972年は中山のオープン戦3着、福島で行われた東京4歳S2着と好走。春のクラシック戦線に参戦するも、1冠目の皐月賞は大差負けの14着、NHK杯は15着、2冠目の日本ダービーは25着と3戦連続で2桁着順の惨敗に終わった。その後は3ヶ月の休養を経て、復帰戦となったスプリンターズSでは10頭中9番人気の低評価を覆して重賞初制覇を飾る。カブトヤマ記念・クモハタ記念は惨敗に終わったが、中山のオープンを勝った後はステイヤーズSに参戦。スプリンターズSの優勝馬が3600mの重賞に挑戦するという現在では考えられないローテーションだが、やはり距離が長すぎたのか、いい所をひとつも見せられずに殿負けを喫した。1973年は連覇を狙ったスプリンターズSは2着に終わり、福島大賞典・関屋記念では3着。中京記念12着・安田記念13着以外は大きく負けなかったものの、全体的に冴えない競馬が続き、勝利したのは2月のオープン戦のみだった。1974年は小倉大賞典で1番人気に応えて重賞2勝目を挙げ、騎乗した安田富男はこれが重賞初制覇となった。続く関屋記念も勝って重賞3勝目を2連勝で飾り、6月に大井で行われた中央招待ではゴールドイーグル（愛知）・イナボレスの3着に入った。秋は福島民報杯をレコードタイムで快勝し、福島記念では58.5kgのトップハンデを背負ったが、伏兵のハルイチをクビ差退けて重賞4勝目を挙げる。1975年は東京で行われた金杯（東）15着、AJCC5着の後、ダートのオープン戦で勝利。10月に行われた七夕賞で重賞5勝目を挙げたが、有馬記念では9着だった。1976年は中山記念でヤマブキオー・アイフルの3着に入ったが、続くオープン戦は1番人気で12着だった。吾妻小富士賞は快勝したものの、福島民報杯7着を最後に引退。

### 引退後
引退後は種牡馬となり、1977年に供用が開始された。種牡馬となった際には、現役時代に騎乗した安田が、産駒の馬主と中央競馬での受け入れ先厩舎を確保するため、関係者に依頼して回ったという。安田は後に「忘れられない馬」と語っている。目立った産駒を出せずに1984年死亡。

## 競走成績
- 1971年（8戦2勝）
  - 1着 - 芙蓉ステークス
  - 2着 - 京成杯3歳ステークス、新潟3歳ステークス[5]、チューリップステークス、府中3歳ステークス
- 1972年（10戦2勝）
  - 1着 - スプリンターズステークス
  - 2着 - 東京4歳ステークス
- 1973年（15戦1勝）
  - 2着 - スプリンターズステークス、吾妻小富士賞
  - 3着 - 福島大賞典、関屋記念
- 1974年（13戦4勝）
  - 1着 - 小倉大賞典、関屋記念、福島記念、福島民報杯
  - 2着 - 福島大賞典
  - 3着 - 中央競馬招待競走、関門橋ステークス
- 1975年（13戦2勝）
  - 1着 - 七夕賞
  - 3着 - 福島民友カップ
- 1976年（10戦2勝）
  - 1着 - 吾妻小富士賞
  - 3着 - 中山記念、関屋記念、BSN杯

## 血統表
| ノボルトウコウの血統               | ノボルトウコウの血統                         | ノボルトウコウの血統                         | （血統表の出典）                             | （血統表の出典） |
| 父系                               | パーソロン系                                 | パーソロン系                                 | パーソロン系                                 | [ § 2 ]          |
| 父 *パーソロン Partholon 1960 鹿毛 | 父の父Milesian 1953 鹿毛                     | My Babu                                      | Djebel                                       | Djebel           |
| 父 *パーソロン Partholon 1960 鹿毛 | 父の父Milesian 1953 鹿毛                     | My Babu                                      | Perfume                                      |                  |
| 父 *パーソロン Partholon 1960 鹿毛 | 父の父Milesian 1953 鹿毛                     | Oatflake                                     | Coup de Lyon                                 | Coup de Lyon     |
| 父 *パーソロン Partholon 1960 鹿毛 | 父の父Milesian 1953 鹿毛                     | Oatflake                                     | Avena                                        |                  |
| 父 *パーソロン Partholon 1960 鹿毛 | 父の母Paleo 1953 鹿毛                        | Pharis                                       | Pharos                                       | Pharos           |
| 父 *パーソロン Partholon 1960 鹿毛 | 父の母Paleo 1953 鹿毛                        | Pharis                                       | Carissima                                    |                  |
| 父 *パーソロン Partholon 1960 鹿毛 | 父の母Paleo 1953 鹿毛                        | Calonice                                     | Abjer                                        | Abjer            |
| 父 *パーソロン Partholon 1960 鹿毛 | 父の母Paleo 1953 鹿毛                        | Calonice                                     | Coronis                                      |                  |
| 母 サンピユロー 1964 黒鹿毛        | 母の父*シーフユリユー Si Furieux 1957 黒鹿毛 | Sicambre                                     | Prince Bio                                   | Prince Bio       |
| 母 サンピユロー 1964 黒鹿毛        | 母の父*シーフユリユー Si Furieux 1957 黒鹿毛 | Sicambre                                     | Sif                                          |                  |
| 母 サンピユロー 1964 黒鹿毛        | 母の父*シーフユリユー Si Furieux 1957 黒鹿毛 | Hell's Fury                                  | Dante                                        | Dante            |
| 母 サンピユロー 1964 黒鹿毛        | 母の父*シーフユリユー Si Furieux 1957 黒鹿毛 | Hell's Fury                                  | Sister Sarah                                 |                  |
| 母 サンピユロー 1964 黒鹿毛        | 母の母健朝 1958 鹿毛                         | *ヴイーノーピユロー Vino Puro                | Polemarch                                    | Polemarch        |
| 母 サンピユロー 1964 黒鹿毛        | 母の母健朝 1958 鹿毛                         | *ヴイーノーピユロー Vino Puro                | Vainilla                                     |                  |
| 母 サンピユロー 1964 黒鹿毛        | 母の母健朝 1958 鹿毛                         | アサハギ                                     | ミナミホマレ                                 | ミナミホマレ     |
| 母 サンピユロー 1964 黒鹿毛        | 母の母健朝 1958 鹿毛                         | アサハギ                                     | 家萩                                         |                  |
| 母系(F-No.)                        | (FN:22)                                      | (FN:22)                                      | (FN:22)                                      | [ § 3 ]          |
| 5代内の近親交配                    | Avena,プリメロ4×5=9.38%、Tourbillon5×5=6.25% | Avena,プリメロ4×5=9.38%、Tourbillon5×5=6.25% | Avena,プリメロ4×5=9.38%、Tourbillon5×5=6.25% | [ § 4 ]          |
| 出典                               | 1. 2. 3. 4.                                  | 1. 2. 3. 4.                                  | 1. 2. 3. 4.                                  | 1. 2. 3. 4.      |